# Great While It Lasted
Great While It Lasted (o Lonesome Luke into a Fortune and Out) è un cortometraggio muto del 1915 prodotto e diretto da Hal Roach. Interpretato da Harold Lloyd, il film fa parte della serie di comiche che hanno come protagonista il personaggio di Lonesome Luke.

## Trama
Luke vive la vita di un milionario finché egli è scoperto che uno sbaglio è stato fatto e la sua eredità appartiene a qualcun altro.

## Produzione
Il film fu prodotto da Hal Roach per la Rolin Films (come Phunphilms). Venne girato dal 10 al 14 agosto 1915.

## Distribuzione
Distribuito dalla Pathé Exchange, uscì nelle sale cinematografiche USA il 22 novembre 1915.